# Matitjahu Drobles
Matitjahu Drobles (hebrejsky: מתתיהו דרובלס, neformálně Matis Drobles, 20. dubna 1931 – 21. října 2018) je izraelský politik a bývalý poslanec Knesetu za strany Gachal a Likud.

## Biografie
Narodil se ve Varšavě v Polsku. Za druhé světové války žil ve varšavském ghettu. V letech 1946–1950 žil v Argentině, kde vystudoval střední školu. V roce 1950 přesídlil do Izraele. Patřil mezi zakladatele vesnice Mevo Bejtar.

## Politická dráha
V Argentině byl aktivní v revizionistickém sionistickém hnutí Bejtar. Byl členem jeho celostátního vedení a angažoval se v Radě sionistické mládeže v Argentině. Angažoval se ve straně Cherut a působil v osidlovací organizaci Miškej Cherut Betar, za kterou byl vyslancem u nových imigrantských vesnic v Galileji a Jeruzalémském koridoru a v roce 1967 i jejím předsedou. V letech 1962–1973 byl místostarostou Oblastní rady Mate Jehuda. Podílel se v letech 1974–1977 na budování izraelských osad v regionu Chevel Jamit a v Jordánském údolí.
V izraelském parlamentu zasedl po volbách v roce 1969, do nichž šel za Gachal. Mandát ale získal dodatečně, v únoru 1972, jako náhradník. Pracoval v parlamentním výboru pro záležitosti vnitra a výboru práce. Opětovně byl zvolen ve volbách v roce 1973, nyní za novou pravicovou formaci Likud. Stal se členem výboru práce, výboru pro ekonomické záležitosti a výboru pro veřejné služby. Ve volbách v roce 1977 mandát neobhájil. Od roku 1978 Byl členem správní rady Židovské agentury a Světové sionistické organizace. Ve Světové sionistické organizaci působil v letech 1978–1992 jako předseda jejího osidlovacího odboru, později se zabýval sionistickými archivy. Je spojen s tzv. Droblesovým plánem, který v roce 1978 nastínil koncepci masivní výstavby izraelských osad, zejména na Západním břehu Jordánu.